# قلعة فرآه
قلعة فرآه (البشتوية، الدَرية: ارگ فراه) المعروفة أيضًا باسم قلعة الإسكندر والمعروفة محليًا باسم شهر الفرهدون. عندما غزا الإسكندر الأكبر المنطقة كانت تعرف باسم برُفيجا في درانجيان تم تغيير اسم عاصمة درانجيان فرادا للتو في أكتوبر 330؛ برُفيجا تعني التوقع، فرآه الحديثة، أفغانستان.
تقع القلعة على أطراف مدينة فرآه. بالنظر إلى هذه المدينة الصحراوية الغربية، تغطي القلعة مسافة كيلومتر واحد من زاوية جدار داخلي إلى الزاوية المقابلة ويبلغ ارتفاع أسوار القلعة 50 قدماً.

## تاريخها
تمتد أعمال القلعة إلى ما لا يقل عن 2500 عام ولا تزال الجدران الترابية الضخمة المتراكمة للقلعة قديمة على ارتفاع منخفض على مسافة قصيرة من بازار فرآه الرئيسي ولقد اختفت أصول القلعة مع مرور الوقت منذ بنائها. يدعي البعض أن الإسكندر الأكبر هو من بناها ويقول آخرون إن القلعة بناها المحاربون الزرادشتيون في زمن داريوس الأول (522-42 قبل الميلاد). قد تضيف بعض الترميمات التي بُنيت فوق الأساس القديم إلى الحيرة بشأن عمر القلعة.
وصل الإسكندر الأكبر إلى درانجيان في نوفمبر 330 قبل الميلاد وفي طريقه إلى قندهار وجد مقاطعة منظمة جيدًا للإمبراطورية الأخمينية يحكمها رجل يُدعى بارسِنتس والذي كان مرزبانًا في كل من درانجيان و أراكُسيا. عين الإسكندر المرزبان الجديد آرسامِس وأعاد تسمية العاصمة؛ أصبح يُعرف باسم برُفيجا "توقع" لأن الإسكندر اكتشف بوجود مؤامرة على حياته وقيل أن رفيقه فيلوطاس نظمها بعد وفاة الإسكندر انهارت إمبراطوريته وقسم جنرالاته البلدان التي احتلها.
سقطت درانجيان في يد سلوقس الأول نيكاتور مؤسس الإمبراطورية السلوقية لىأكثر من قرن وظل السلوقيون مسيطرين على المنطقة. هناك بعض الأدلة على أنه كان في درانجيان وأن أتباع الدين الذي أسسه زرادشت قد اجتمعوا لإعادة تأسيس إيمانهم ونصهم المقدس الأفستا. في بداية القرن الثاني استقلت باخترِ عن الإمبراطورية السلوقية وحاول قادتهم الذين اعتبروا أنفسهم من اليونانيين احتلال المناطق المجاورة وحوالي عام 184 استولوا على قندهار درانجيان. لم تدم السيادة اليونانية البخترية طويلاً بعد جيل غزا الفارثيين درانجيان وتم تجميعه مع آريا في منطقة ضريبية واحدة. لم يدم حكم البارثيين طويلاً وأيضًا في عام 128 قبل الميلاد استولى ساكاي على البلاد، هذا هو الاسم المعتاد لقبائل البدو في آسيا الوسطى لطالما تم إبعادهم عن إيران لكنهم دمروا المملكة اليونانية وباكترِا قبل ثلاث سنوات أو سنتين وأصبحت درانجيان معروفة باسم ساركستان وهي كلمة تغيرت إلى سيستان وهو اسمها الحديث.
كانت القلعة محطة ثانوية على شبكة طريق الحرير بين بلاد فارس والهند والتي كانت تتنقل بينها المنسوجات والتوابل والكنوز. في الثمانينيات استخدمها المجاهدون كمستودع للأسلحة ولا يزال بداخلها الفسيح مليئًا بالذخائر غير المنفجرة.

## بنايتها
تعكس الأسقف المقببة والجدران الطينية للقلعة نفس البناء المستخدم في العديد من منازل فرآه اليوم. إن الجمع بين الشكل ومواد البناء الطبيعية يحافظ على برودة الغرف في الصيف والدفء في الشتاء.

## إستعادتها
سقطت القلعة وبحالة يرثى لها على مر القرون وداخل الجدران توجد بقايا سيارات صدئة على الطراز السوفياتي ورعاة يجوبون الأرض مع قطعان الأغنام. استخدمه مقاتلو المجاهدين كمستودع أسلحة خلال الثمانينيات واليوم يستخدم السكان المحليون المساحة للنزهات العائلية وتم تقديم اقتراح إلى وزارة الإعلام والثقافة يطلب أموالاً لإصلاح الموقع التاريخي.